# She's a Rainbow
She's a Rainbow är en låt av The Rolling Stones som lanserades sent 1967. Den är skriven av Mick Jagger och Keith Richards. Låten finns med på albumet Their Satanic Majesties Request och den släpptes även på singel i USA och delar av Europa (ej Storbritannien) med "2000 Light Years From Home" som b-sida. Den finns även med på samlingsskivorna Forty Licks och Singles Collection: The London Years.
Låten är en av de kändaste från gruppens psykedeliska period och innehåller mellotron-spel av Brian Jones, och ett stråkarrangemang där John Paul Jones var arrangör. Återkommande är också ett pianoparti som inleder låten och sedan återkommer flera gånger, spelat av Nicky Hopkins. Låten är en glad och harmonisk låt, men liksom den lugna Beatles-låten "Strawberry Fields Forever" avslutas den på ett abrupt och oroligt sätt, i det här fallet med osynkade stråkar och ett skarpt gitarrackord.
Rolling Stones har inte framfört låten under konsert ofta, men den spelades under Bridges of Babylon-turnén 1997–1998. Den spelades live i Chile 2016 efter att ha vunnit en omröstning där publiken fick välja en låt som gruppen skulle framföra. Den har under 2000-talet använts i reklamfilmssammanhang av bland annat Apple Inc. och Sony.
"She's a Rainbow" är också titeln på Simon Wells biografi från 2020 över Anita Pallenberg.

## Listplaceringar
| Lista (1967-1968) | Position               |
| ----------------- | ---------------------- |
| Australien        | 8 (Go Set)             |
| Danmark           | 2 (DR "Top 20")        |
| Flandern          | 13                     |
| Kanada            | 9 (RPM)                |
| Nederländerna     | 2                      |
| Nya Zeeland       | 5                      |
| Schweiz           | 3                      |
| Sverige           | 14 (Kvällstoppen)      |
| Sverige           | 9 (Tio i topp)         |
| USA               | 25 (Billboard Hot 100) |
| Vallonien         | 6                      |
| Västtyskland      | 5                      |
| Österrike         | 8                      |